# 横田汝圭
横田 汝圭（よこた じょけい、明和2年（1765年） - 天保13年6月18日（1842年7月25日））は江戸時代後期の南画家。
字は太復、号は汝圭のほかに三笠山樵・盤磚居士・復庵・介庵など。三好汝圭と同一人物。江戸の生まれ。

## 略伝
谷文晁門下。鳥越明神前に住む。中国元・明の画風を慕い、山水図・花鳥図を得意とした。一時甲州に移り住んだが、再び江戸に戻り気ままに生活したという。
尚歯会に加わり、狩谷棭斎・松崎慊堂・渡辺崋山・亀田鵬斎・渡辺南岳など多くの文人と交流があった。尚方鑑（古銅鏡）を所蔵した記録がある。
行年78歳。下谷長久院に埋葬される。伝存作品は少ない。

## 作品

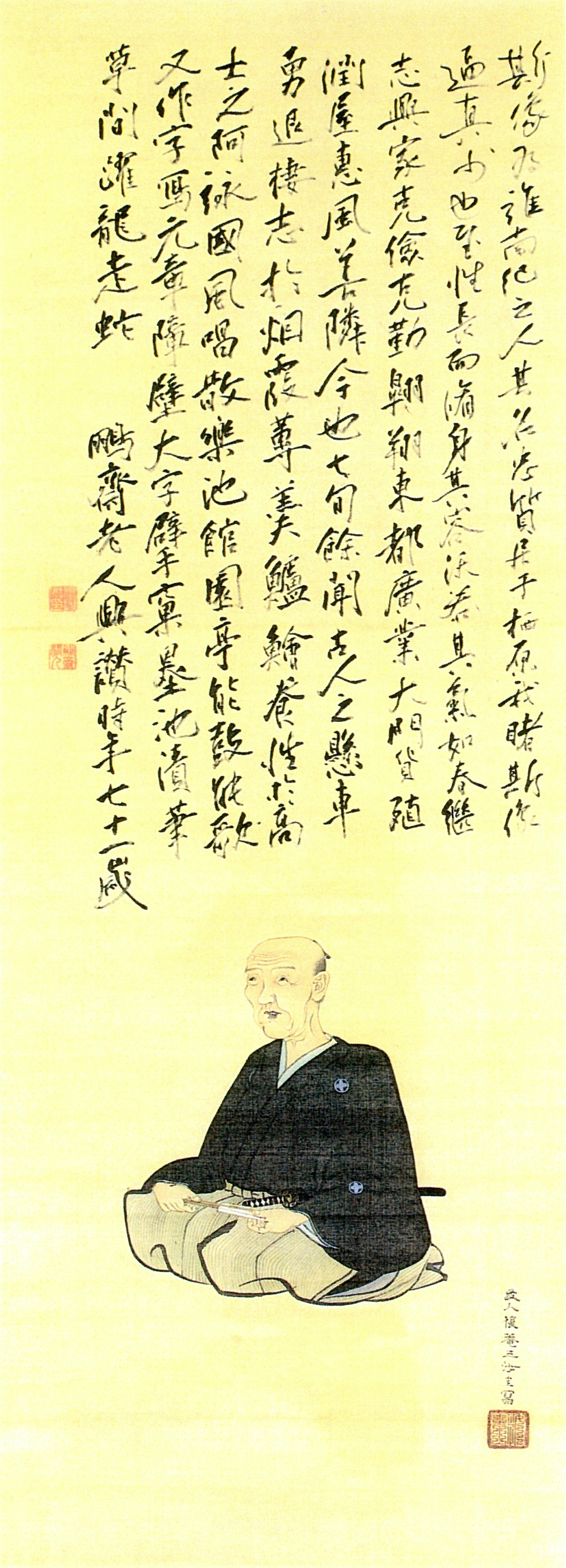
垣内忠質肖像

- 「垣内忠質肖像」亀田鵬斎賛 渥美コレクション 文政5年（1822年）[3]
- 「墨竹図」江戸民間書画美術館 渥美コレクション
- 「山水図」江戸民間書画美術館 渥美コレクション 文政9年（1826年）
- 「紙本著色不動明王像」大善寺所蔵・山梨県立博物館寄託 文化4年（1807年） 平安時代後期製作「絹本著色不動明王像」復元模写 山梨県指定有形文化財[4][5]
- 「梅荘顕常像」寛政11年（1799年）賛[6]
- 「孔子像」東京国立博物館[7]
- 「夏冬富士山真景図屏風」[8]
- 「甲陽川口湖真景」天保2年（1831年）9月誌 大森快庵『不二紀行詩』口絵[9]

## 脚註
1. ↑  森銑三「谷文晁傳の研究」『森銑三著作集』 第3集、中央公論社、1971年。
2. ↑  新井宏「狩谷棭斎讃歌(七)」『まんじ』第114号、まんじの会、2009年11月。
3. ↑  鈴木泉「35 垣内忠質肖像 横田汝圭筆・亀田鵬斎賛」『江戸の文人交友録 亀田鵬斎とその仲間たち 渥美コレクションを中心に』世田谷立郷土資料館、1998年9月。
4. ↑  絹本著色不動明王像　一幅　附紙本著色不動明王像　横田汝圭筆　一幅 - 文化遺産オンライン（文化庁）
5. ↑  “絹本著色不動明王像　附紙本著色不動明王像　横田汝圭筆”. 山梨の文化財ガイド（データベース）絵画.  山梨県 (2015年10月22日). 2018年4月16日閲覧。
6. ↑  『生誕三百年 同い年の天才絵師 若冲と蕪村 展示替リスト』サントリー美術館。
7. ↑  “孔子像”. ColBase 国立博物館所蔵品統合検索システム.  国立文化財機構. 2018年4月16日閲覧。
8. ↑  “開館25周年記念 特別展 ふじ ―霊峰富嶽の名画がズラリ―”. art commons ―展覧会情報検索.  国立新美術館. 2018年4月16日閲覧。
9. ↑  “不二紀行詩”. 近世日本山岳関係データベース.  信州大学附属図書館. 2018年4月16日閲覧。